# Matmos

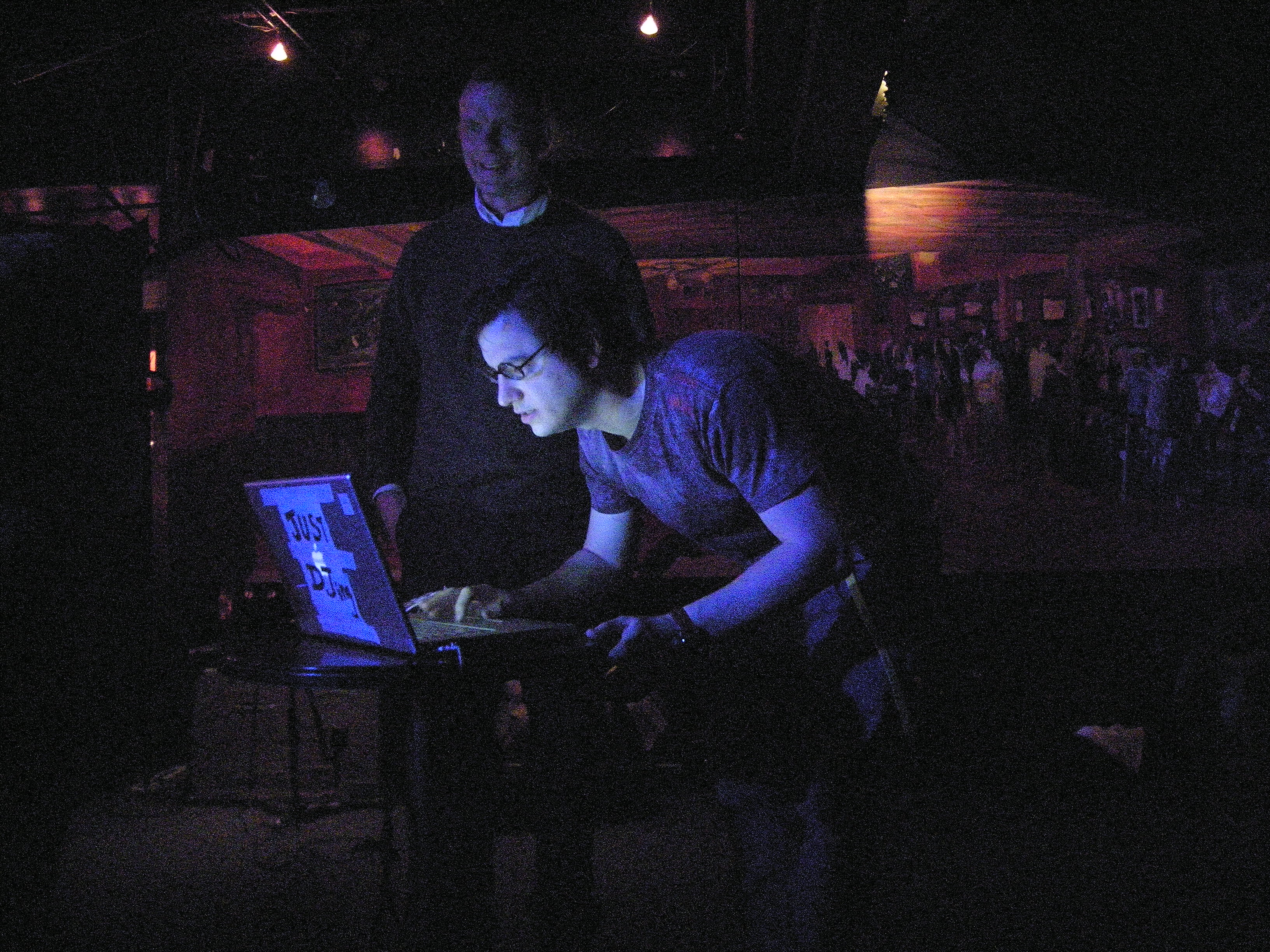
Matmos i Seattle, 2009.

Matmos är en amerikansk electronica-duo, bildad 1995 i San Francisco, Kalifornien, bestående av M. C. Schmidt och Drew Daniel. 
Matmos använder mycket samplingar av olika ljud i sin musik. Bandet samarbetar ofta med andra artister på sina skivor och liveuppträdanden, som exempelvis J Lesser, Maja Ratkje och Mike Paradinas. Matmos har också bland annat arbetat tillsammans med Björk på hennes album Vespertine och Medúlla. 

## Diskografi
Studioalbum
- In Lo-Fidelity (1994) (demo)
- Matmos (1998)
- Quasi-Objects (1998)
- The West (1999)
- A Chance to Cut Is a Chance to Cure (2001)
- The Civil War (2003)
- The Rose Has Teeth in the Mouth of a Beast (2006)
- Supreme Balloon (2008)
- Treasure State (med So Percussion) (2010)
- Subconscious Attraction Strategies (med Boyce och Willits) (2011)
- The Marriage of True Minds (2013)
- Ultimate Care II (2016)
- Plastic Anniversary (2019)

Livealbum
- Matmos Live with J Lesser (2002)

DJ Mix
- Archive Fever (1999)
- Needle Exchange 024 (2010)

EP
- Split Series #11 (delad EP med Motion) (1999)
- Full on Night (Rachel's / Matmos) (2000)
- California Rhinoplasty EP (2001)
- Rat Relocation Program (2004)
- For Alan Turing (2006)
- The Odd Couple's Uncontrollable Waves (Matmos & Dan Deacon) (2011)
- The Ganzfeld EP (2012)

Singlar
- Music For Rolex / The Soldering Social (delad singel Piano Magic / Matmos) (1998)
- Split Seven Inch Divorce Series 2 (delad singel Matmos / Die Monitr Batss) (2004)